# Shinchō
Shinchō (japanisch 新潮, „Neue Gezeiten“) ist eine seit Mai 1904 monatlich im Verlag Shinchōsha erscheinende Literaturzeitschrift.

## Übersicht
Shinchō wurde von Satō Giryō (佐藤 義亮; 1878–1951) gegründet. Das Magazin fand schnell weite Verbreitung, wobei es die Ästhetik in der Literatur betonte, in einer Zeit, in der proletarisch-orientierte Literatur sich ihrer größten Popularität erfreute, nämlich in den späten 1920er bis in die frühen 1930er Jahren.
Die Zeitschrift veröffentlichte Werke der „Schule der neuen Sensibilität“ (新感覚派, Shinkankaku-ha) und später der „Schule der neuen Kunst“, der „Shinkō-geijutsu-ha“ (新興芸術派). Schriftsteller wie Arishima Takeo, Akutagawa Ryūnosuke, Kikuchi Kan, Itō Sei, Mishima Yukio gehörten dazu.
Zu den Autoren der Gegenwart gehören Inoue Mitsuharu, Ōe Kenzaburō, Yasuoka Shōtarō und Kurahashi Yumiko, dazu Preisträger des Kawabata-Yasunari-Literaturpreises, des Mishima-Preises und des Hagiwara-Sakutarō-Preises für Lyrik. Gegenwärtiger Chefredakteur ist seit 2003 Yano Yutaka (矢野 優).
Shinchō gehört neben Gunzō, Bungakukai, Subaru und Bungei zu den fünf großen Literaturzeitschriften Japans.

## Weblink
- Website des Shinchō Verlages (japanisch)